# Труд и социальная справедливость — Избирательная альтернатива
«Труд и социальная справедливость — Избирательная альтернатива» (нем. «Arbeit und soziale Gerechtigkeit — Die Wahlalternative», WASG) — левая социал-демократическая партия в Германии, основана 22 января 2005 года членами Социал-демократической партии Германии, несогласными с политикой «третьего пути» Герхарда Шрёдера. В числе основателей партии был бывший председатель СДПГ Оскар Лафонтен.
В 2007 году объединилась с Партией демократического социализма (принявшей название «Левая партия. ПДС») в Партию «Левые».
- Председатель: Клаус Эрнст
- Число членов: 10 003 (11 августа 2005)
- Официальная ссылка: Arbeit & soziale Gerechtigkeit — Die Wahlalternative (WASG)

## См также
- Союз Сары Вагенкнехт